# Hiroshima City Manga Library

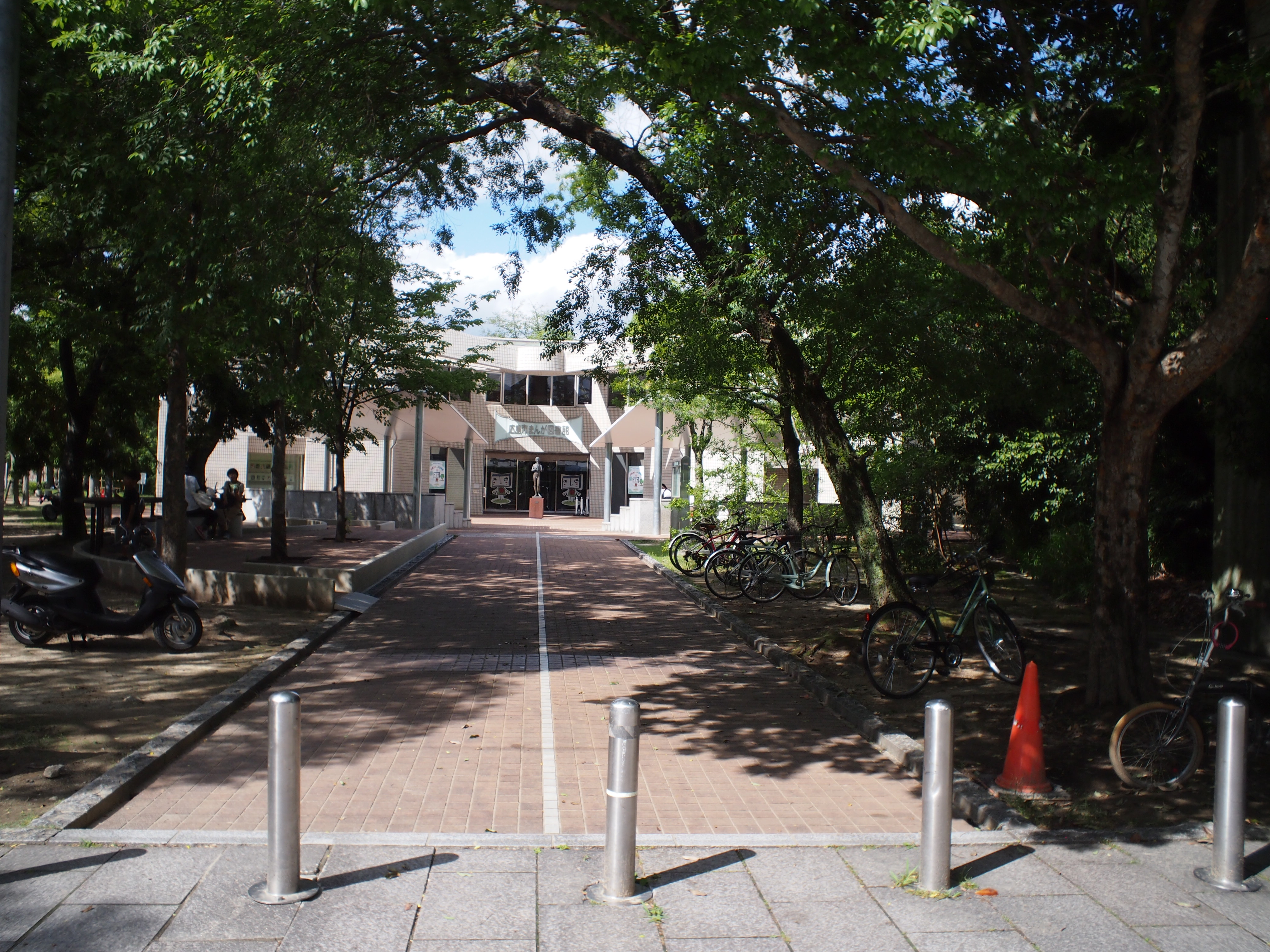
Manga Bibliothek mit einer Statue eines Pfeife spielenden Jungen vor dem Eingang

Die Hiroshima City Manga Library (engl. für 広島市まんが図書館 Hiroshima-shi Manga Toshokan) ist eine städtische Bibliothek in Hiroshima City in Hiroshima Prefecture, zu der zwei Häuser gehören und die sich auf Materialien und Medien über Manga spezialisiert hat. Die Bibliothek wurde im Mai 1997 als erste Fachbibliothek für Manga in Japan eröffnet. Aufgabe der Bibliothek ist es Manga systematisch zu sammeln, zu ordnen und aufzubewahren. Die Schwerpunkte der Sammlungen sind Manga, die den Geist einer Epoche abbilden und wichtige, regelmäßig erscheinende Manga Zeitschriften. Darüber hinaus stellt sie Materialien für kulturtheoretische und geschichtliche Forschungen zur Verfügung.

## Überblick
Die Manga Bibliothek gehört zur Zentralbibliothek in Hiroshima. Sie ist auf zwei Häuser aufgeteilt. Der Vorgänger der Bibliothek war die Aozora Bibliothek im Hijiyama-Park (広島市立比治山公園青空図書館 Hiroshima shiritsu Hijiyama koen aozora toshokan) (34° 23′ 15,8″ N, 132° 28′ 28″ O), die ursprünglich 1983 eröffnet und nach umfangreichen Renovierungsarbeiten 1997 zur Manga Bibliothek umgestaltet wurde. Bei dem zweiten Haus handelt es sich um den Asa Lesesaal (まんが図書館あさ閲覧室 Manga toshokan Asa etsuranshitsu) (34° 28′ 33,8″ N, 132° 26′ 41,5″ O), der 1999, zwei Jahre nach der Bibliothek eröffnet wurde.
Die Bibliothek umfasst 154.000, der Asa Lesesaal weitere 54.000 Bücher (Stand: März 2019); davon sind 99 % Manga und das verbleibende 1 % Materialien mit einem Bezug zu Manga. Bibliothek und Lesesaal werden von Lesern aller Altersgruppen benutzt. 2013 lag die Zahl der Nutzer zusammengenommen für Bibliothek und Lesezahl bei ca. 313.000 Lesern; die Zahl der ausgeliehenen Medien bei ca. 667.000 Stück. Die Bibliothek besitzt einen im Internet zugänglichen Verbundkatalog, der auch die Bestände der Kinderbibliothek Hiroshima (広島市こども図書館 Hiroshima-shi kodomo toshokan) und der Hiroshima Cinematographic and Audio-visual Library (広島市映像文化ライブラリー Hiroshima-shi eizō bunka raiburarī) umfasst.
Ebenfalls in Hijiyama, ganz in der Nähe der Bibliothek liegt das Museum für Moderne Kunst (広島市現代美術館 Hiroshima-shi gendai bijutsukan, englisch Hiroshima City Museum of Contemporary Art).

## Sammlungen (Auswahl)
1. Karikaturen und Bildrollen (Emakimono) von Menschen und Tieren aus der Heian-Zeit (12. Jahrhundert); Beispiel: Shigisan-engi (信貴山縁起), Ban Dainagon Ekotoba (伴大納言絵詞)
2. Sammlung von Toba-e (鳥羽絵), sogenannter komischer Bilder aus der Edo-Zeit (18. Jahrhundert)
3. Hokusai Manga (北斎漫画) des Holzschnittkünstlers Katsushika Hokusai von 1814
4. Marumaru chinbun (團團珍聞), eine 1877 von Nomura Fumio herausgegebene Comic-Zeitschrift nach dem Vorbild der englischen Satire-Zeitschrift Punch
5. Tōkyō Puck (東京パック), eine 1905 von Kitazawa Rakuten herausgegebene Satire-Zeitschrift und Vorläufer des modernen Manga
6. Erste Manga Gesamtausgabe (現代漫画大観 Gendai Manga taikan) in 10 Bänden von 1928, die einen Manga-Boom auslöste
7. Bildergeschichte Shōnen Ōja (少年王者) von 1949, Text und Zeichnungen von Yamakawa Sōji, löste einen Boom im Genre Bildergeschichten (絵物語 E-monogatari) aus.[3]

### Grunddaten
Manga Bibliothek
- Gründung: 1983, Eröffnung der heutigen Bibliothek: 1997
- Fläche: drei Etagen mit 810 m²
- Adresse: 1-4 Hijiyama-koen, Minami-ku, Hiroshima City 732-0815

Asa Lesesaal
- Eröffnung: Mai 1999
- Fläche: 244 m²
- Adresse: 2-30-15 Kamiyasu, Asaminami-ku, Hiroshima City 731-0154